# Ужинец (Гомельская область)
Ужинец (бел. Вужынец) — деревня в Юровичском сельсовете Калинковичского района Гомельской области Белоруссии.

## География

### Расположение
В 36 км на юго-восток от районного центра и железнодорожной станции Калинковичи (на линии Гомель — Лунинец), 157 км от Гомеля.

### Гидрография
На юге и востоке мелиоративные каналы.

## Транспортная сеть
Транспортные связи по просёлочной, затем автомобильной дороге Хойники — Калинковичи. Планировка состоит из прямолинейной улицы, ориентированной с юго-запада на северо-восток, к центру которой с востока присоединяется короткая улица. Застройка двусторонняя, деревянная усадебного типа.

## История
По письменным источникам известна с XVIII века. В 1811 году обозначена как деревня в Речицком уезде Минской губернии, владение Аскерко. В 1879 году обозначена в числе селений Алексичского церковного прихода. Согласно переписи 1897 года действовали часовня, школа грамоты, хлебозапасный магазин, 2 конные мельницы; рядом находился одноимённый фольварк.
С 8 декабря 1926 года по 10 ноября 1927 года центр Ужинецкого сельсовета Юровичского района Речицкого, с 9 июня 1927 года Мозырского округов. В 1930 году организован колхоз «Красная смена», работали ветряная мельница, кузница. Действовала начальная школа (в 1935 году 99 учеников). Во время Великой Отечественной войны, в июне 1943 года, оккупанты сожгли деревню и убили 25 жителей. 68 жителей погибли на фронте. Согласно переписи 1959 года в составе колхоза имени В. И. Чапаева (центр — деревня Огородники), работал магазин.
До 28 ноября 2013 года входила в Берёзовский сельсовет. После упразднения сельсовета присоединена к Юровичскому сельсовету.

## Население
- 1834 год — 20 дворов.
- 1897 год — 74 двора, 430 жителей (согласно переписи).
- 1940 год — 150 дворов, 642 жителя.
- 1959 год — 615 жителей (согласно переписи).
- 2004 год — 94 хозяйства, 170 жителей.